# Bezgłośny krzyk
Bezgłośny krzyk – spektakl teatralny (scenariusz: Marzanna Graff) oparty na prawdziwym zdarzeniu z życia aktora Janusza Zakrzeńskiego.
Podczas kręcenia filmu o J. Piłsudskim Janusz Zakrzeński spotkał kobietę, która opowiedziała mu o swoich losach sybiraczki. Za namową aktora kobieta spisuje swoje losy. Podobnie czyni jej córka, która została wywieziona na Syberię w wieku 8 lat. Okazuje się, że te same wydarzenia przedstawione oczyma dorosłej kobiety i małego dziecka wyglądają zupełnie inaczej, co jeszcze bardziej szokuje widza.
Światowy Zjazd Sybiraków przyznał aktorom grającym w spektaklu honorowy tytuł Ambasadora Sybiraków. Nagroda ta jest przyznawana 17 września w Szymbarku, gdzie odbywa się coroczny Światowy Zjazd Sybiraków.
Tytuł ten otrzymali: Janusz Zakrzeński, Marzanna Graff, Halina Bednarz, Czesław Majewski, Cappella Gedanensis